# پورت کوکیتلام
پورت کوکیتلام (به انگلیسی: Port Coquitlam) شهری در بریتیش کلمبیای کانادا و بخشی از ونکوور بزرگ است. پورت کوکیتلام در ۲۷ کیلومتری شرق شهر ونکوور واقع است که در کرانه شمالی تلاقی رودخانه‌های فریزر و پیت قرار گرفته‌است. از پورت کوکیتلام اغلب با نام پوکو یاد می‌شود.
پورت کوکیتلام تقریباً به‌طور کامل به دو نیم توسط بزرگراه لوهید تقسیم شده‌است و از شمال، شمال غربی و غرب به شهر کوکیتلام، از شرق به پیت مدوز، از جنوب به سوری و از جنوب شرقی به جزیره برانستون محدود می‌شود.
پورت کوکیتلام را نباید با شهر مجاور و بزرگتر کوکیتلام اشتباه گرفت. مجموع شهرهای پورت کوکیتلام، کوکیتلام و پورت مودی به شهرهای سه‌گانه مشهورند.

## نرخ جرایم
پورت کوکیتلام یکی از پایین‌ترین نرخ جرایم را در شهرهای کانادا دارد. در سال ۲۰۰۵ نرخ قتل در این شهر ۸۵مین در میان ۱۰۰ شهر بزرگ کانادا بوده که از شهرهای استان بریتیش کلمبیا فقط رتبه سانیچ کمی از آن بهتر است.

## زبان‌ها
تعداد کسانی که به فارسی تکلم می‌کنند کمتر از ۲٪ جمعیت را تشکیل می‌دهد.
زبان‌های مادری که توسط هر شخص گزارش شده‌است:
| سرشماری ۲۰۱۱ کانادا                       | جمعیت             | ٪ کل جمعیت  | ٪ جمعیت با زبان‌های غیررسمی |
| ----------------------------------------- | ----------------- | ----------- | -------------------------- |
| انگلیسی                                   | ۳۸٬۵۷۵            | ۶۹٫۰        | نامشخص                     |
| چینی-مجموع چینی-کانتونی چینی-زبان‌های دیگر | ۳٬۱۰۰ ۱٬۷۷۰ ۱٬۳۳۰ | ۵٫۶ ۳٫۲ ۲٫۴ | ۱۸٫۷ ۱۰٫۷ ۸٫۰              |
| کره‌ای                                     | ۱٬۲۱۰             | ۲٫۲         | ۷٫۳                        |
| تاگالوگ                                   | ۱٬۲۰۵             | ۲٫۲         | ۷٫۳                        |
| فارسی                                     | ۹۸۵               | ۱٫۸         | ۵٫۹                        |
| فرانسوی                                   | ۵۹۰               | ۱٫۱         | نامشخص                     |

## جمعیت
درحالی که جمعیت این شهر در ۱۹۳۱ فقط ۱۳۱۲ نفر بوده، پس از ۸۰ سال در ۲۰۱۱ به ۵۵٫۹۵۸ نفر رسیده‌است. هم‌اکنون پورت کوکیتلام ۸۸مین شهر بزرگ کانادا به لحاظ جمعیت است.